# John Edward James
John Edward James (* 8. června 1981 Detroit) je americký obchodník, vojenský veterán a opakovaný republikánský kandidát do Senátu Spojených států amerických za Michigan.
Ve volbách v roce 2018 kandidoval proti dosavadní senátorce za Demokratickou stranu Debbie Stabenowové. Ta vyhrála s 52,26 % hlasů, zatímco James získal jen 45,76 % hlasů. Protože to byla prohra menším rozdílem, než bylo očekáváno, pro senátní volby v roce 2020 v Michiganu se stal favoritem pro primární volby republikánské strany, které vyhrál. V samotných senátních volbách bude kandidovat proti demokratickému senátorovi Gary Petersovi.
V rámci předvolební kampaně v roce 2018 se přihlásil k běžným soudobým republikánským programovým bodům, tedy například proti legalizaci marihuany, pro politické omezování interrupcí (a proti rozhodnutí Roe vs. Wade), proti politice útočištných měst nevymáhajících protipřistěhovalecké zákony a pro Druhý dodatek Ústavy Spojených států amerických. V rámci prezidentských primárek Republikánské strany v roce 2016 podporoval nejprve Teda Cruze a pak začal podporovat Donalda Trumpa.